# Booglassen met roterende boog
Booglassen met roterende boog (Engels: Magnetically Impelled Arc Butt: MIAB of ook wel magnetarc welding) is een industrieel lasprocedé waarbij twee uiteinden van buizen aaneen worden gelast door een elektrische boogontlading in een statisch magnetisch veld.

## Kenmerken
Bij deze lasmethode worden twee buis-uiteinden in korte tijd (enkele seconden) aan elkaar gelast, door eerst tussen beide uiteinden een boog te trekken en vervolgens de smeltende uiteinden tegen elkaar te drukken. Dit lasproces behoort tot de hoofdgroep van het booglassen, maar doordat er ook gebruik wordt gemaakt van druk om beide uiteinden te versmelten, heeft het ook wat weg van druklassen. Daarmee vertoont dit proces veel overeenkomsten met stiftlassen.

## Proces
Booglassen met roterende boog is een proces waarbij de twee te lassen buisdelen tegen elkaar gehouden worden waarbij er een sterke gelijkstroom doorheen stroomt. Dan worden de uiteinden enkele mm uit elkaar getrokken, waardoor een elektrische boog wordt getrokken. Er wordt een statisch radiaal magnetisch veld rond het werkstuk aangebracht, dat een lorentzkracht uitoefent op de boog, waardoor die snel (tot 200 m/s) over de randen van beide buizen roteert. Dit veroorzaakt een typisch zoemend geluid. Zo worden beide uiteinden over het hele oppervlak gelijkmatig week-vloeibaar, en op het juiste moment (doorgaans na enkele seconden; bij grote voorwerpen tot één minuut) worden ze snel met een nauwkeurig bepaalde kracht tegen elkaar gedrukt, waarbij de boog dooft.
Door de snelheid van het lasproces heeft zuurstof uit de lucht maar kort tijd om op de las in te werken. Daarom blijkt het vaak niet nodig een beschermgas te gebruiken. Waarschijnlijk is voor het met deze methode lassen van andere metalen (inclusief RVS) wél bescherming nodig, maar die ontwikkeling staat nog in de kinderschoenen.

## Toepassingen
Dit lasproces wordt vooralsnog alleen gebruikt bij het lassen van ijzer en staal, maar er wordt onderzoek gedaan naar het lassen van andere metalen met deze methode. De toepasbare wanddikte ligt tussen 0,7 en 15 mm.
Het proces wordt alleen in volledig geautomatiseerde processen gebruikt, vooral in de automobielindustrie. De belangrijkste toepassing ligt in het lassen van buizen, aandrijfassen, schokbrekers etc. Maar het is ook mogelijk om moeren, kragen of buizen kops op een plaat of buis te lassen. Een andere toepassing is de productie van drukvaten.
In Rusland worden met deze methode grote olie- en gasleidingen zelfs in vrieskou aan elkaar gelast, waarbij voorverwarmen niet nodig is.
Dit proces wordt vooral in Europa toegepast; in de rest van de wereld is het nog vrij onbekend.

## Voor- en nadelen

### Voordelen
- Hoge verwerkingssnelheid: een las wordt in enkele seconden gemaakt.
- Hoge laskwaliteit, doordat de verhitting zeer gelijkmatig plaatsvindt. Geen kans op insluitsels.
- Er is geen toevoegmateriaal nodig: Het te lassen materiaal zelf wordt gebruikt voor de las.
- Zeer geschikt voor volledig geautomatiseerde processen, zoals productie-industrie.
- Schoon proces: weinig of geen afval, geen beschermgas nodig, weinig lasrook, betrekkelijk weinig energieverbruik.
- Het werkstuk hoeft niet te draaien, omdat de boog zelf draait. Daardoor kan een las zelfs op een moeilijk bereikbare plaats worden gemaakt, en kan de las-apparatuur relatief eenvoudig (en daardoor minder storingsgevoelig) gehouden worden doordat er geen draaiende delen nodig zijn.

### Nadelen
- Het is een zeer specifiek lasproces: alleen te gebruiken voor het lassen van buisvormig materiaal. (Het blijkt overigens wel mogelijk om niet-rond buis met deze methode te lassen.)
- Ongeschikt voor handmatig werken.
- Vooralsnog is dit lasproces niet mogelijk bij non-ferrometalen, hoewel daarnaar onderzoek wordt gedaan.